# Наваи, Рабангаки
Рабангаки Наваи (англ. Rabangaki Nawai, род. 9 июня 1985 или 6 сентября 1985, Макин, Острова Гилберта) — кирибатийский легкоатлет, выступавший в беге на короткие и средние дистанции, прыжках в длину, метании копья и диска, толкании ядра и десятиборье. Участник летних Олимпийских игр 2008 года, двукратный серебряный призёр чемпионата Океании 2006 и 2008 годов.

## Биография
Рабангаки Наваи родился 9 июня или 6 сентября 1985 года на атолле Макин в Кирибати.
Завоевал девять медалей на чемпионатах Микронезии по лёгкой атлетике. В 2003 году в Короре завоевал золото в прыжках в длину и бронзу в метании копья, в 2005 году в Сайпане первенствовал в десятиборье и завоевал серебро в эстафете 4х100 метров, в 2007 году в Дзонье выиграл золото в прыжках в длину, метании диска, эстафете 4х100 метров, серебро в метании копья и толкании ядра.
В 2004 году участвовал в юниорском чемпионате мира по лёгкой атлетике в Гроссето. В беге на 100 метров показал 62-й результат — 16,70 секунды.
Дважды выигрывал серебряные медали чемпионата Океании в десятиборье: в 2006 году в Апиа набрал 4992 очка, в 2008 году в Сайпане — 4901.
14 декабря 2006 года установил рекорд Кирибати в беге на 100 метров — 11,17 секунды.
В 2008 году участвовал в чемпионате мира по лёгкой атлетике в помещении в Валенсии. В беге на 60 метров не смог попасть в полуфинал, показав результат 7,26.
В том же году вошёл в состав сборной Кирибати на летних Олимпийских играх в Пекине. В беге на 100 метров занял последнее, 8-е место в 1/8 финала, показав результат 11,29 и уступив 0,94 секунды попавшему в четвертьфинал с 5-го места Эндрю Хиндсу из Барбадоса.

## Личные рекорды
- Бег на 60 метров (в помещении) — 7,26 (7 марта 2008, Валенсия)[3]
- Бег на 100 метров — 11,17 (14 декабря 2006, Апиа)[3]
- Бег на 200 метров — 22,81 (22 марта 2006, Мельбурн)[3]
- Бег на 400 метров — 54,50 (26 апреля 2003, Корор)[3]
- Метание копья — 47,34 (26 апреля 2003, Корор)[3]